# Danza en Honduras
Honduras cuenta con áreas de danza muy marcadas Las Danzas Indígenas; Las danzas mestiza/mestizo y las danzas afro-caribeña; cada una representativas en su folclore. 
Dentro del área indígena tenemos: danzas bailadas por los indígenas de nuestro país. Tawhakas, Lencas, Miskitos,maya chorti, pech, Tolupanes. En las danza Criolla o Mestiza, es aquella bailada por los ladinos, y se clasifica: Danzas del Tiempo de la República de influencia Colonia, Danzas Mestiza, danza Mestiza con influencia.  
En las danzas afro - caribeñas destacan las danzas garifunas (resultado de la mezcla de culturas africanas y Arahuaca, entre ellas destacan la parranda, el Wanaragua (también conocido como máscaro), el dugu.
En la actualidad de 141 danzas folklóricas. en su actualidad constantemente y alguno son danza colosuca y danza Guancapla.

## Danzas Mestiza
Las danzas mestizas son el resultado de la mezcla de culturas indígenas y europeas en el Nuevo Mundo. Las siguientes son danzas que han sido autenticadas por la Oficina Nacional de Folclore:
- Arranca Terrones
- El Barreño
- Danza Cacautare
- La Cadena Guancapla
- El Cascareño
- La Colosuca
- La Correa
- El Corrido a las Chapias
- El Corrido de las Fichas
- El Cututeo Rápida
- El Destro
- El Destrocón
- El Distro (y de influencia indígena)
- La Duyureña
- El Esquipuleño
- La Farifumba
- Frente a la Guatalera
- La Guanesteña
- El Guapango Chilqueño
- El Guapango Chorotega
- El Guapango del Río
- El Jutiquile
- Los Lirios
- Macheteado Musical
- El Palito Verde
- El Palito Verde de Guancapla
- Las Peinitas
- La Picoteña
- La Piunga
- La Polca Corrida
- La Polca de la Enea
- Polca Los Manguitos
- Polca de María Luisa
- La Polca Marcada
- Polca de La Novia
- Polca del Plato
- La Polka de Rosa
- La Polca Sanjuaneña
- Raíces de los Castellanos o Corrido de las Fichas
- El Revuelto
- El Sueñito que tengo
- El Suspiro
- La Tronconera
- Vals destro (o El Palito Verde de Intibucá)
- El Xungui-Xungui
- El Zapateado
- El Zapateado Paceño[8]
- La Zarandita

### Danzas del departamento de Valle
- “Polka de la Rosa”

Danza popular mestiza de fiesta, por su forma y modo de baile es una danza colectiva y en parejas. Esta pieza musical fue informada en el Jocomico, municipio de Choluteca por los señores, Rosa Osorto (QDDG) y el bailador y músico Amado de Jesús Varela, en agosto de 1974 y rescatada el 10 de septiembre de 1985 en la Cuesta La Julia o Jocomico II, Choluteca. Fue recopilada por Tania Pinto de Morán, acompañada por sus hijos José Armando, María del Pilar y Roberto Antonio Morán.
- “Las Escobas”

Esta danza presenta una serie de figuras coreográficas de la ceremonia de los mayordomos que realizan en honor a la virgen de la Asunción (15 de agosto), cuando reciben o entregan el cargo mientras que los encargados de mantener limpio el templo llevan escobas adornadas con cintas y flores, toda la ceremonia termina con una fiesta.
Pieza musical clasificada como danza de raíz indígena que fue recopilada por Rafael Manzanares Aguilar, en el pueblo de Santa María en La Paz.

### Danzas del departamento de Francisco Morazán
- “La Tusa”

Danza de raíz indígena informada en Cantarranas, hoy San Juan de Flores, departamento de Francisco Morazán y recopilada por Rafael Manzanares Aguilar del departamento del Folclore Nacional.
Toma nombre de la envoltura de la mazorca de maíz, misma que ofrecen los bailadores a su pareja, broma que disgusta a su compañera hasta que ellos colocan sobre sus cabellos una espiga o flor del maíz.

### Danzas del departamento de Gracias a Dios
- “'Tap-Sap”

Danza perteneciente a la cultura Misquita, originaria del municipio de Brus Laguna en el departamento de Gracias A Dios, es la única danza que hasta el momento ha sido recopilada en esta zona del país.
Fue informada por el maestro de educación primaria Modesto Morales en la ciudad de Tegucigalpa, y recopilada por Carlos Gómez y Rubén Ruiz del departamento del Folclore Nacional.

### Danzas del departamento de Yoro
- “La cadena”

Esta danza fue recopilada por Rafael Manzanares Aguilar, en la ciudad de Olanchito departamento de Yoro
Presenta una serie de figuras coreográficas y rondas que hacen los bailadores durante su ejecución, terminando entrelazados sus brazos soltándolos el final.
- “Sos un Angel”

Es una danza informada por Doña Francisca Navas de Miralda en el departamento de Olancho y recopilada por Rafael Manzanares Aguilar en la ciudad de Olanchito, Departamento de Yoro. Esta danza nos recuerda los tiempos idos en el que los jóvenes enamoraban por medio de la música, y la poesía popular, el baile e intercambiando bombas o coplas a las cuales las muchachas respondían dando a conocer a si su ingenio y gracia en las respuestas que eran del agrado del joven.

### Danzas del departamento de Choluteca
- “La Pieza del Indio

Danza que se bailaba en las fiestas patronales del caserío de San Ramón Abajo, aldea de Linaca, municipio de Choluteca, departamento de Choluteca.
Presenta situaciones amorosas en donde los bailadores siempre terminan convenciendo a sus compañeras, celebrando el acontecimiento con gran júbilo.
Fue informada por Justo Rufino Ordóñez, Marta Gómez y Rodrigo Álvarez, recopilada por Tania Pinto de Morán, Auxiliadora Narváez y el reverendo Jesús Valladares en el año 1977.
- “El Xixique”

Es una voz onomatopéyica y su nombre deriva del sonido producido por el roce del caite con el suelo durante el baile. Tiene un ritmo ternario con dos tiempos suaves y uno fuerte.
Por la costumbre de la gente en la actualidad se denomina “Xique”, aunque en Cacautare le llaman también “Quixique”.
La danza fue recopilada por Rafael Manzanares Aguilar en la aldea de Cacautare, Municipio de Pespire, departamento de Choluteca.
- “El Sueñito”

Danza del área campesina. Esta danza se relaciona con el sueño de los bailadores trasnochados, pero ellos tienen que despertarse para poder continuar con la fiesta.
La danza es originaria de la aldea de Cacautare, Municipio de Pespire en Choluteca, a través de la señora Ubaldina Suazo de Salazar y recopilada por Rafael Manzanares Aguilar.
- “El Zapateado de Copal”

Fue recopilada en el departamento del Folclore Nacional por el padre Jesús Valladares, párroco de la iglesia de Choluteca. Esta danza fue informada por el señor Bonifacio Cruz Ramírez de 70 años de edad, quien baila desde los 18 años y la señora Victoria Murguía de 55 años.
Fue recopilada e informada al departamento del Folklore Nacional por el profesor David Flores entre los caseríos de Copal Arriba y Copal Abajo, procesada en la parte musical por los músicos del Cuadro Nacional de danzas y el baile por el profesor David Flores y Álex Osorio, con la colaboración e investigación de César Silva y la señorita María Gabriela Irías.
Según relatan los informantes, este baile se realizaba en los encuentros o topes, que se celebraban en la región. Lo peculiar de esta es la gran competencia que realizaban los bailadores unos con otros para demostrar lo diestros que eran bailando, pues ellos demostraban su hombría a las señoritas de esa manera y también era la forma coquetear con ellas.
Lo difícil en esta danza son los movimientos que se realizan, pues hay que pasar el pañuelo al bailar sin perder el ritmo de la música, para ello los bailarines se descalzan pues los zapatos les impedían hacer los movimientos adecuados.
- “El Acordeoncito”

Danza de origen campesina con raíz indígena, originaria de la aldea Pavana, Municipio de Choluteca.
Esta pieza era una de las más populares de la zona, bailada en diferentes festines como cumpleaños, casamientos y fiestas patronales del sector.
Fue recopilada en la aldea Pavana, por el profesor Óscar Armando Guevara y la profesora Sara Emilia Mendoza e informada por el señor Julio Rodríguez el 16 de marzo de 1990.
- “El indio o Pájaro triste”

Danza de raíz campesina investigada en la aldea de Copal Arriba, Municipio de Choluteca, departamento de Choluteca.
Esta pieza musical se bailaba para las ferias patronales en honor a la virgen de las Mercedes, la que se festeja el 24 de septiembre.
Fue informada por el señor Santos Seferino Ordóñez quien se la escuchó por primera vez al señor Santos Claro Marthel que la ejecutó en acordeón con el nombre de Pájaro Triste”. Por ser una danza muy agitada y con movimientos bruscos, le llamaron “El indio”.
Esta danza nos muestra la forma de bailar de nuestros campesinos durante los festines que se realizan en la región sur del país. Los diferentes pasos y forma de bailar fueron tomados de los bailarines que asistieron a la fiesta. A esta fiesta patronal llegan personas de diferentes lugares como ser: Copal Arriba, Copal Abajo, Fray Lázaro, Marillal, Jocomico, Trapiche, San Ramón, entre otros.

### Danzas Criollas de Imitación
Las Criollas de imitación son danzas que recuerdan los movimientos característicos de los animales y también de algunas actividades como ferias, corridas de toros, espantos, vuelos de aves, y cacerías.
- Los Caballitos
- El Caballón
- La Coyota
- La Galopa
- El Garroba
- El Gavilán
- El Torito Pinto
- El Zopilote

## Danzas Mestiza con influencia indígena
Las danzas indígenas están influenciadas principalmente por la cultura precolombina. Los siguientes son danzas indígenas que han sido autenticados por la Oficina Nacional de Folclore:
- El Acordeoncito
- La Aguatera (o La Que Lleva Agua de forma despectiva)

- Amor en Puyitas
- Cachazas con Leche
- La Cadena
- La Campesina (originalmente del departamento de Olancho)[9]
- La Colozuka
- Las Escobas
- La Estaca
- El Indio o Pájaro Tristón (o Pájaro Triste)
- La Lima
- La Picoteña
- La Piedrita
- La Pieza del Indio
- La Pulguita Saltarina
- La Pulguita
- El Son de Tuno
- Sos un Ángel
- El Sueñito
- El Sueñito Letra
- Tap-Sap
- Torito Pinto
- El Tropezón/ Tropezón o Machucón.
- El Tunal
- La Tusa
- El Xixique
- Zapateado de Copal
- El sueñito

## Danzas del tiempo de la República de influencia colonial
También se llama danzas de salón, estas danzas son reminiscencias coloniales por aculturación y han sido asimiladas por el pueblo sin perder su esencia tradicional.
- El Callado
- El Chotis
- La Cuadrilla de la Reina
- La Espinaleña
- El Jarabe Yoreño
- El Junco
- Los Lanceros
- La Lluvia
- La Mazurka
- El Pereke
- Polca de los Hatillos de la Castaña
- La Varsoviana

## Danzas Afro-Caribeñas
Las danzas Afro-Caribeñas son el resultado de la mezcla de las culturas africanas, Indígenas de América e ingleses.
Entre estos grupos podemos mencionar los siguientes:
Garifunas, su cultura es el resultado de la mezcla de culturas (africanas y la cultura Arahuaca. 
Creoles, también llamados isleños o caracoles, son el resultado de la mezcla de africanos, nativos americanos e ingleses.
Misquitos: Su cultura proviene de la mezcla entre náufragos africanos y la población nativa de la Costa de Mosquitos.

### Danzas Garifunas
Entre las danzas garifunas destacan la parranda, el Wanaragua (también conocido como máscaro), el dugu.

#### Punta
La Punta es una forma de danza de la que hay ciertas leyendas sobre el nombre de este baile, una de ellas menciona un ritual funerario que los garifunas bailaban  cuenta con su propia música, es un baile con el que la etnia garifuna celebra sus festividades. Se tienen registros que se baila desde finales de la década de 1970 por los habitantes de las regiones de Livingston, Dangriga y las ciudades de Tela, La Ceiba, Trujillo y Roatán en Honduras. La Banda Blanca popularizó el ritmo y baile punta con su disco Sopa de Caracol dándolo a conocer mundialmente.

## Carnavales
En Honduras son muy populares los carnavales, eventos festivos donde se realizan desfiles, bailes y ventas de comidas tradicionales, la mayoría de ciudades cuentan con su propio carnaval y en muchos casos coinciden con la celebración de sus "santos patrones", con excepción de algunas comunidades no católicas.

### Carnaval de la Ceiba
El carnaval de La Ceiba es muy reconocido por su música y bailes muy alegres, este se celebra el segundo domingo del mes de mayo, su música es conocida como "muévelo", que es otra forma de llamar a este maravilloso baile hondureño. Este baile se hizo en honor a San Isidro Labrador, quien es el santo patrón de la ciudad de La Ceiba, también llamada Ceibita la Bella.

## Grupos de danza folclórica en Honduras
Honduras cuenta con varios grupos de danza, entre ellos destacan los siguientes:
- Grupo Folklórico Arte y Ciencia de la Facultad de Ciencias Química y Farmacia, UNAH, dirigido por el Doctor Wilberto Bonilla Ríos.
- Grupo Folklórico Municipal de Santa Rita, Yoro.
- Cuadro de Danzas Folklóricas del Instituto Gabino Vásquez Argueta, Santa Rita, Yoro.
- Ballet Folklórico Ópalo de Honduras (El Progreso, Yoro)- Dirigido por el Ing. Elías Hernández.
- Grupo folklórico Municipal Chamalucos, lejamaní, comayagua dirigido por el lic. Eric Alberto Castillo
- GRUPO DE PROYECCIÓN FOLCLÓRICA DANZ-SUR. Grupo oficial de la casa de la cultura de la ciudad de choluteca.Dirigidos por su Director Levin Espinosa y su coreógrafo Jarol Ríos.
- Grupo Folklórico "ZOTS", su director u coreógrafo es el profesor David Adolfo Flores.
- Proyección folklore Honduras nace en el 2012 en Tegucigalpa Colonia Kennedy actualmente cada integrante aporta ideas para proyectos y enseñanza de la danza folklóricas.
- Grupo Folclórico Instituto Manuel Bonilla Apacilagua Choluteca.
- Cuadro de danza folclórica oficial del Instituto Polivalente Doctor Jorge Fidel Duron, San Francisco de Yojoa, Cortés, Honduras. Instructor Marvin López.
- Cuadro Oficial de Danzas Folklóricas del Instituto Polivalente Superación del Valle, La Villa San Antonio, Comayagua, Honduras. Instructora: Sonia Carranza de San Martín.
- "Asociación Cultural Folclórica Zorzales de Sula, Universidad Tecnológica de Honduras UTH Representantes de CIOFF Honduras a Nivel Mundial". Director: Erik Martínez.[11]
- Corporación Folklórica Usúla: Grupo de Proyección Folclórica, San Pedro Sula, Cortes, Honduras. Director: Norman O. Ramos.
- Proyección Folklórica Herederos de Cicumba, Universidad Nacional Autónoma de Honduras - Valle de Sula.
- Grupo Folklórico Raíces Catrachas, Universidad Nacional Autónoma de Honduras - CURLA - La Ceiba.
- Grupo de "Proyección Folclórica Bilingüe Honduras" de Comayagua, Honduras. Instructores: Carlos Chavarría y Mauricio Cáceres.

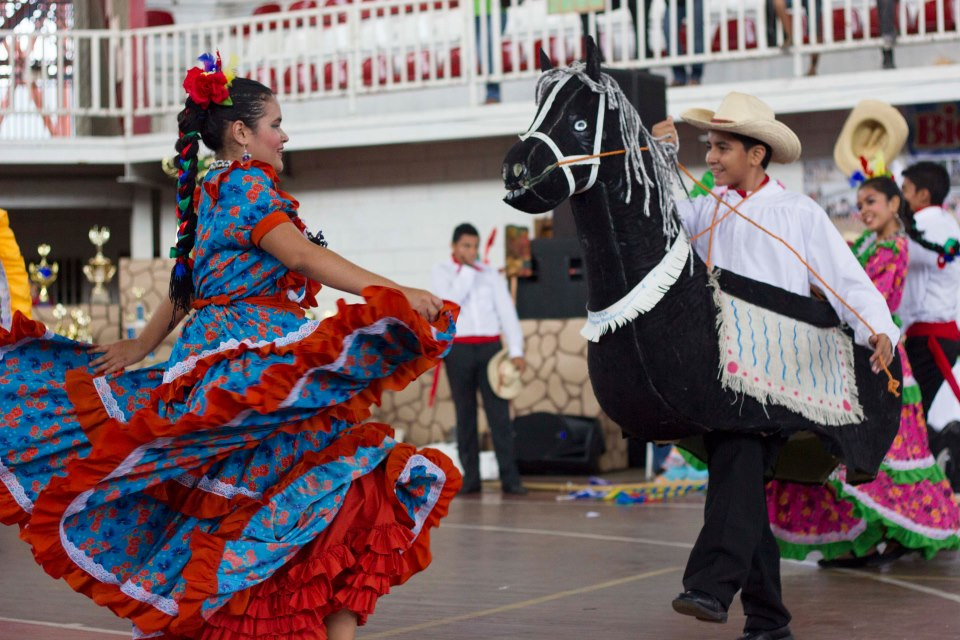
Proyección Folclórica Bilingüe Honduras

- Grupo de Danzas Folclóricas Kinich Ahau and the Mayan Princes (Honduras Turquesa), en Roatán Islas de la Bahía. Dirigido por Álvaro Gohan Medina Santos.
- Grupo Folclórico Colonial "Comal-Ahua" E.N.C.A.[12] Escuela Normal Centro América. Comayagua, Comayagua, Honduras. Directora del Grupo Lic Marlen Rivera.
- "Grupo de Proyección Folclórico "THOLOMAC".[13]
- Ballet Folclórico Yumkax de La Ceiba, Atlántida. Fundador: Diógenes Orlando Álvarez. Director actual: Luis Fernando Calix.
- Grupo Folclórico Municipal Villanueva.[14]
- Cuadro de Danzas Folclóricas de la Escuela de Artes UNAH.[15]
- Cuadro Nacional de danzas folclóricas.
- Grupo Artístico "Yaxall" en lengua pech: "los guardianes de los ritmos de la luz".[16]
- Ballet Folclórico Sampedrano "Sectur". Director: Osman Coto. Reconocido como el grupo folklórico número 1 en el país.[17]
- Grupo de danza "Louvabagu" (Garífuna).
- Cuadro de danza "Barauda" (Garífuna).
- Grupo Folklórico "ZOTS", fundado en 1987, es el referente en la danza folklórica de Honduras. Su originalidad traspasa la creatividad. Su director y coreógrafo es el profesor David Adolfo Flores, quien ha sido director del departamento de Folklore Nacional en dos ocasiones al igual que director del Cuadro Nacional de Danzas folklóricas de Honduras. Es creador del sistema de escrituración de las danzas y registros folclóricos, y autor del libro Evolución Histórica de la Danza Folklórica Hondureña, y tiene en su haber 19 libros escritos sobre el folklore de su país.
- Ballet Folclórico Nacional Garífuna.
- Ballet Folklórico Oro Lenca, Johann Seren.[18][19][20][21][22]
- Ballet Folclórico Zabalanquira de Yamaranguila, Intibucá. Norman Reyes.
- Grupo Folclórico El Guayabal de Santa Bárbara.
- Cuadro Departamental de Danzas Folclóricas de la Casa de la Cultura de Catacamas. Director: José Raúl Amador.
- Grupo Folclórico Municipal Hibueras de El Triunfo Choluteca. Director: Josías Hernández.
- Cuadro de danzas folclóricas José Cecilio del Valle (Choluteca, Honduras). Director: Denis Fernando Rodas.[23]
- Grupo Folclórico "Valle de Piedras" (La Paz, La Paz).
- Grupo Folclórico "Jade" I.J.A.P. Instituto Jesús Aguilar Paz. Tegucigalpa, M.D.C. Francisco Morazán, Honduras. Director: Licenciado Héctor René Casco Estrada.
- Grupo Folclórico "Comaltepeque" I.L.A Instituto León Alvarado. Comayagua, Comayagua, Honduras. Directora: Sonia de San Martín.[24]
- Cuadro de Danzas Folclóricas "E.N.O." Escuela Normal de Occidente. La Esperanza, Intibucá, Honduras. Director: Johan Edmundo Serén.
- Grupo Folclórico Lentercala. La Esperanza, Intibucá, Honduras, Centroamérica. Director: Francisco Tosta Velásquez.
- Grupo Folclórico Arte Xatruch, Instituto Técnico Francisco Morazán, Sabanagrande, Francisco Morazán, Honduras. Director: Franklin Palma Instructor: Eder Argeñal.
- Grupo de Proyección Folclórica Sagrada Familia, Tegucigalpa.
- Grupo Folclórico Riqueza Natural, Instituto República de México. Tegucigalpa, M.D.C, Francisco Morazán, Honduras. Director: Donaldo Manuel Cruz.
- Elenco Artístico Kinich Ahau de Santa Rosa de Copán/Organizado por ASONOG en año 2000.
- Grupo Folclórico Yum Kaax (Universidad Pedagógica, San Pedro Sula).[25]
- Ballet Folclórico Nacional de Honduras Yarugua declarados Embajadores del Folclore Nacional dirección Profesor Hermes Estrada.
- Grupo Folclórico Cantarranas.
- Cuadro de Danza Folclórica Cruz Roja Hondureña de La Lima, Cortés.
- Proyección Folclore Honduras de Tegucigalpa.
- Grupo de proyección folclórico Raíces Ocotepecanas (SOFORO). Ocotepeque.
- Grupo Folklórico Tiupa's. Teupasenti, El Paraíso.
- Grupo de Proyección Folklórica "Villa de Jerez"
- Agrupación Folklórica Ara Macao, La Lima, Cortés. Director: Lic. José Arlex Maldonado
- Grupo Folklórico Joya de los Lagos , Santa Cruz de Yojoa, Cortés. Director: Lic. Luis Miguel Palacios

### Grupos en el extranjero

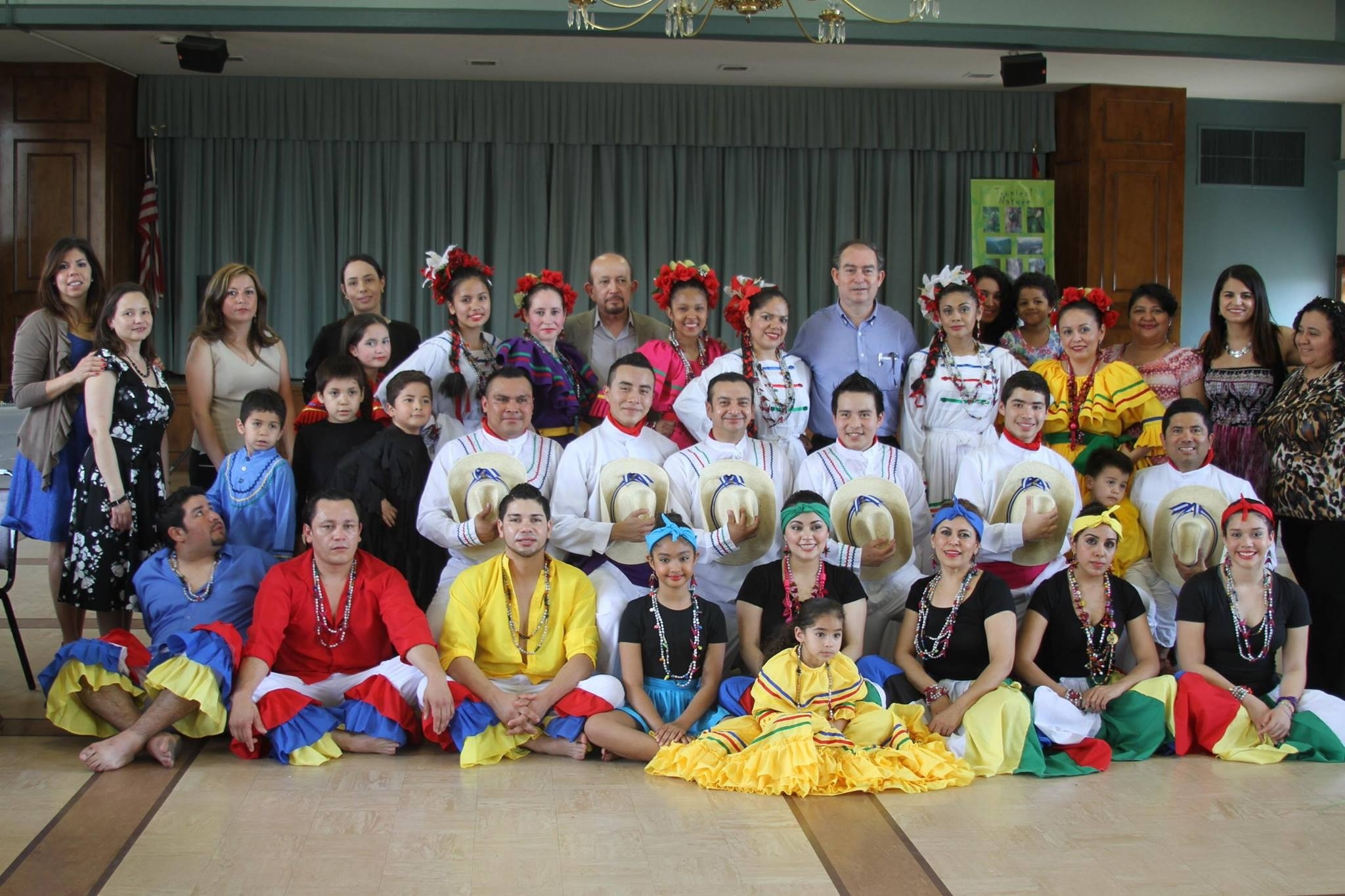
Parte del elenco del Grupo Folclórico Raíces Hondurenas

- Grupo Folklórico "Raíces Hondureñas USA",[26][27][28] Rockville, Maryland, Estados Unidos. Este grupo fue fundado el 13 de octubre del 2011 en el área Metropolitana de Washington D. C. por un grupo de hondureños que residen en esta área metropolitana. Históricamente se convirtió en el primer Grupo Folklórico de nuestro país en el área, sus fundadores Roger Flores & Isabel Aguilar Arce fundaron las bases para que otros compatriotas hagan lo mismo con todo el deseo de colocar en nombre de nuestro país en todo evento cultural del área, además ellos acuñaron la frase "RAÍCES HONDUREÑAS" para identificarnos. Este grupo Ha representado a Honduras en festivales Folklóricos locales, en Las escuelas de diferentes Condados y en el BID, la OEA, el Smithsonian, sobre todo en el Festival Hondureño "Juntos por Honduras" que organiza la Embajada de Honduras en Estados Unidos, donde el mes de septiembre se reúnen para celebrar las fiestas patrias.
- Grupo Folklórico Eguasira Tegucigalpa Honduras

## Organizaciones de Danzas Folclóricas
Desde la fundación del departamento de folklore en 1956, no existio ninguna organización particular que regulara los asuntos pertenecientes a la difusión, rescate, proyección y conservación de la danza folclórica hondureña. el primer intento se realizao el año de 1993 en la ciudad de la lima Cortes, Donde el entonces Director Del Cuadro Nacional de Danzas folklóricas de Honduras, el Licenciado David Adolfo Flores hiciera y repartiera en el festival Nacional de danzas de Educación media de Honduras los estatutos y diretrices para poder organizar La Asociación Nacional de Instructores de la danza folklórica, lastimosamente no tubo efecto por su separación de su cargo de esa institución al año siguiente.
Varios intentos se tuvieron para organizar los instructores y directores de grupos de danzas. muchos se realizaron en la universidad Nacional Autónoma de Honduras con Carlos Raúl Valladares sin resultado alguo, de igual manera en la Universidad pedagógica Nacional Francisco Morazán, etc.
No fue si no hasta el año 2011 que por iniciativa del licenciado Diógenes Orlando Álvarez Rodas (Q.D.D.G) quien junto a un grupo de instructores de la zona norte organiza la Asociación Noratlantica de instructores e investigadores de danzas folclóricas de Honduras A.N.A.I.F.H. en opocicion al regreso de David Flores como director del Cuadro Nacional de Danzas y quien más tarde ese mismo año, en la ciudad de Choluteca reúnen junto a instructores de diversas partes del país con la intención de hacer realidad la Asociación Nacional de Instructores de Danzas Folclóricas de Honduras, muchos años pasaron con diferentes directivas y no se catapulto la idea hasta que el año 2021 se obtiene la personeria jurídica de dicha asociación, con la iniciativa del Licenciado Oscar Filiberto Bustillo y su directiva. [A.N.I.D.A.F.H.]  cuya directiva nacional fue juramentada oficialmente por el entonces ministro de Cultura, Artes y Deportes, Berdnard Martínez. 
Actualmente la asociación tiene filiales en la mayoría de los departamentos, las cuales tiene cierto grado de autonomía para trabajar en proyectos de apoyo al folclore y cultura hondureña regulados por los reglamentos y estatutos de la ANIDAFH a nivel nacional. 
La ANIDAFH celebra cada año una asamblea nacional ordinaria en la cual interviene temas de interés actual reacionados a las danzas folclóricas y el folclore en genera. 

## Escuelas
Honduras cuenta con diversas escuelas de Danza, entre ellas, en Tegucigalpa, la Escuela Nacional de Danza Mercedes Agurcia Membreño, Escuela Vaganova de Danza y la Escuela de Danza Jazz Patricia Paz.
En el caso de San Pedro Sula, se encuentra Angel Dance Academy, con clases de Ballet Clásico, Tap, Danza Árabe, Bailes Latinos, Flamenco y Acrobacia.

## Eventos
Las competencias y eventos de danza en Honduras son promovidos inicialmente por la Secretaría de Cultura, Artes y Deportes. Actualmente son regulados por la Asociación Nacional de Instructores de Danzas Folclóricas de Honduras A.N.I.D.A.F.H. Ellos son los nacionales de danza anuales organizados por la escuela Xe-Danza en la que participan todas las escuelas y academias del país. La primera competencia se dio el 13 de noviembre del 2016. Además se realizan competencias de danza moderna y una competencia anual intercolegial de baile.
Entre los principales concursos de danzas destacan:
- Concurso Bahía de Tela, Tela, Atlántida.
- Concursos Nacional y Regionales de Danzas Folclóricas (la sede cambia según el ganador)
- Concurso Nacional Gran Destro, San Esteban, Olancho
- Concurso Nacional Gran Pereke en San Pedro Sula, Cortés
- Concurso Nacional Zope Rey en el Instituto León Alvarado de Comayagua
- Encuentro Folklórico Nacional El Grande de Grandes en La Esperanza, Intibucá[36]
- Concurso Nacional Jade, Tegucigalpa, M.D.C.
- Concurso Nacional Yumkax en La Ceiba, Atlántida.